# Provincia Vizcaya
Vizcaya (în bască Bizkaia) este o provincie din Spania de nord, în Comunitatea Autonomă a Țării Basce, cu capitala la Bilbao.

Diviziunile provinciei Vizcaya

Podul Vizcaya (Biscaya) din această provincie a fost înscris în anul 2006 pe lista patrimoniului cultural mondial UNESCO.